# Brittany Byrnes
Brittany Byrnes je australská herečka. Její nejznámější role je Natasha Green ve filmu Little Oberon.

## Osobní život
Brittany se narodila v Austrálii a už od svých čtyřech let se věnovala tanci a chodila na taneční školu Bradshaw Dancers Perfoming Arts Academy. Během studia na střední škole také navštěvovala Terra Sancta College v Quakers Hillwas na předměstí Sydney.
S hraním začala ve svých sedmi letech, kdy hrála malou roli ve filmu Babe - galantní prasátko. Později dostala hlavní roli v televizním filmu Když se duchové zlobí. Její zatím poslední rolí je Charlotte Watsford v australském televizním seriálu H2O: Stačí přidat vodu.

## Kariéra
Její první role byla ve filmu Babe - galantní prasátko, kde hrála roli vnučky. Od té doby hrála ve filmech jako Little Oberon, Mořské panny a Plavat proti proudu. Také hrála v mnoho televizních seriálech jako Pán šelem, All Saints a hrála vedlejší roli ve druhé sérii seriálu H2O: Stačí přidat vodu.
V roce 2005 byla nominovaná na cenu AFI Award (kategorie- cena pro mladé herce) za její roli v Little Oberon. V roce 2008 byla znovu nominovaná na stejnou cenu (ale v kategorii nejlepší vedlejší herečka v televizním dramatu) za její roli v H2O: Stačí přidat vodu.

## Filmografie
| Rok       | Název                       | Role                                                                   | Poznámky                       |
| --------- | --------------------------- | ---------------------------------------------------------------------- | ------------------------------ |
| 1995      | Babe - galantní prasátko    | Granddaughter                                                          |                                |
| 1996      | Mrazivé příběhy             | Jessie                                                                 | Epizoda "Night of the Monster" |
| 1996      | Škola zlomených srdcí       |                                                                        | TV seriál                      |
| 1996      | G.P.                        |                                                                        | Epizoda "Sing Me a Lullaby"    |
| 1997      | Search for Treasure Island  | Thea Hawkins                                                           | 26 epizod                      |
| 1998      | Children's Hospital         | Helen Voyt                                                             | Epizoda "Future Shock"         |
| 1998      | Breakers                    | Catherine                                                              |                                |
| 1998      | The Violent Earth           | Helene, as a child                                                     | TV minisérie                   |
| 1999      | Pán šelem                   | Muraki                                                                 | Epizoda "Riddle of the Nymph"  |
| 2000      | Vodní krysy                 | Geena Sadler                                                           | 2 epizody                      |
| 2001      | Escape of the Artful Dodger | Hannah Schuler                                                         | 26 epizod                      |
| 2001      | Když se duchové zlobí       | Dayna                                                                  | TV film                        |
| 2003      | Plavat proti proudu         | Diane Fingleton                                                        |                                |
| 2003      | Mořské panny                | Tessa                                                                  |                                |
| 2005      | Little Oberon               | Natasha Green                                                          | TV film                        |
| 1998–2008 | All Saints                  | Jacinta Clarke, Vicki Ross, Becky Franklin, Vicki Rees, Emma Quinliven | 5 epizod                       |
| 2007–2008 | H2O: Stačí přidat vodu      | Charlotte Watsford                                                     | Vedlejší role                  |
| 2008      | Scorched                    | Deanna Pearce                                                          | TV film                        |
| 2010      | Toybox                      | Tina                                                                   | TV seriál                      |